# Кривенко Федосій Пимонович
Феодосій Пимонович Кривенко (9 квітня 1920 — 4 травня 1981) — радянський офіцер, танкіст, учасник німецько-радянської війни, Герой Радянського Союзу (1944). Гвардії лейтенант.
Особливо відзначився під час німецько-радянської війни в кінці березня 1944 року в якості командира танку 45-ї гвардійської танкової бригади (11-й гвардійський танковий корпус, 1-а танкова армія, 1-й Український фронт) при форсуванні річок Дністер і Прут. 27 березня гвардії молодший лейтенант Ф. П. Кривенко в складі групи першим подолав Дністер в районі села Устечко (Заліщицького району Тернопільської області), а на наступний день форсував річку Прут. Протягом трьох діб танкісти утримували місто Сторожинець, чим сприяли оволодінню частинами РСЧА містом і станцією Чернівці.

## Біографія
Федосій Кривенко народився 9 квітня 1920 року в селі Слобідка нині Миргородського району Полтавської області України в сім'ї селянина. Українець. Закінчив 5 класів сільської школи в 1933 році.
У 1937 році з батьками переїхав до села Нова Українка (нині селище Новоукраїнський) Чесменского району Челябінської області . Працював черговим по станції Чеголок Карталинскої міськради Челябінської області.
У РСЧА з 1940 року. Учасник німецько-радянської війни з червня 1941 року. У 1943 році закінчив Саратовське танкове училище.
27 березня 1944 командир танка 45-ї гвардійської танкової бригади (11-й гвардійський танковий корпус, 1-а танкова армія, 1-й Український фронт) гвардії молодший лейтенант Ф. П. Кривенко діяв в складі танкової роти (командир — гвардії старший лейтенант Г. П. Корюкін). Екіпаж танка: механік-водій гвардії молодший сержант Артюхов, командир гармати гвардії сержант Старовойтов і радист Глиненко . Три танки групи в цей день в районі села Устечко (Заліщицький район Тернопільської області, УРСР) першими форсували річку Дністер, а 28 березня річку Прут. Потім вони заглибилися в тил противника на 25 км і о 14:00 з боєм зайняли місто Сторожинець, де розгромили ворожий гарнізон і перерізали комунікації противника. Протягом трьох діб танкісти утримували місто Сторожинець, чим сприяли оволодінню містом і станцією Чернівці. На бойовому рахунку передової групи — один знищений танк «Пантера», один танк PzKpfw IV, два танки PzKpfw III, 5 знарядь, 30 автомашин і 70 солдатів і офіцерів. Також були захоплені трофеї: 70 автомашин, 15 мотоциклів, 20 причепів, склад з пальним і ешелон (35 вагонів і паровоз), а 20 солдатів були взяті в полон.
Указом Президії Верховної Ради СРСР від 26 квітня 1944 року «за мужність, відвагу і героїзм, проявлені в боротьбі з німецько-фашистськими загарбниками» гвардії лейтенанту Кривенко Федосію Пимонович було присвоєно звання Героя Радянського Союзу з врученням ордена Леніна і медалі «Золота Зірка». Звання Героя Радянського Союзу були удостоєні командир танкової роти гвардії старший лейтенант Г. П. Корюкін і командир танку гвардії молодший лейтенант М. В. Чугунін, що також брали участь в цьому рейді.
Член ВКП (б) / КПРС з 1944 року. Брав участь в боях за взяття Варшави, Познані, рейді на Гдині, а також в Берлінській операції .
Командир танкового взводу Т-34-85 6-го окремого мотоциклетного полку 1-ї гвардійської танкової армії лейтенант Ф. П. Кривенко відзначився в боях з 14 по 20 січня 1945 року, проводячи розвідувальний танковий рейд в тилу противника. Під час рейду він розгромив відступаючі німецькі частини і обхідним маневром з півночі увірвався в населений пункт Кльеув, де звернув в паніку і втечу чисельно переважаючі підрозділи противника. Переслідуючи відступаючого противника, екіпаж Ф. П. Кривенка знищив дві батареї гармат, кінний обоз (38 возів), а також захопив три колісні автомашини і взяв у полон понад 60-ти німецьких солдатів. 20 січня, відображаючи раптову контратаку противника, підбив два самохідні гармати, розбив 6 автомашин з військовими вантажами і захопив 6 мінометів і дві 76-мм гармати противника. За цей епізод був представлений командиром танкової роти до ордена Червоного Прапора, проте був нагороджений орденом Вітчизняної війни II ступеня (23 лютого 1945).
У 1945 році закінчив Ленінградську вищу бронетанкову школу. З 1946 лейтенант Ф. П. Кривенко в запасі. Мешкав у Челябінську, працював на Челябінському тракторному заводі.
Помер 4 травня 1981 року. Похований в Челябінську на Лісовому кладовищі, поруч з пам'ятником Скорботної матері (за іншими даними  — в селищі Полетаєво Сосновського району Челябінської області).

## Нагороди та звання
Радянські державні нагороди та звання :
- Герой Радянського Союзу (26 квітня 1944);
- орден Леніна (26 квітня 1944);
- Орден Вітчизняної війни II ступеня (23 лютого 1945);
- медалі.

## Пам'ять

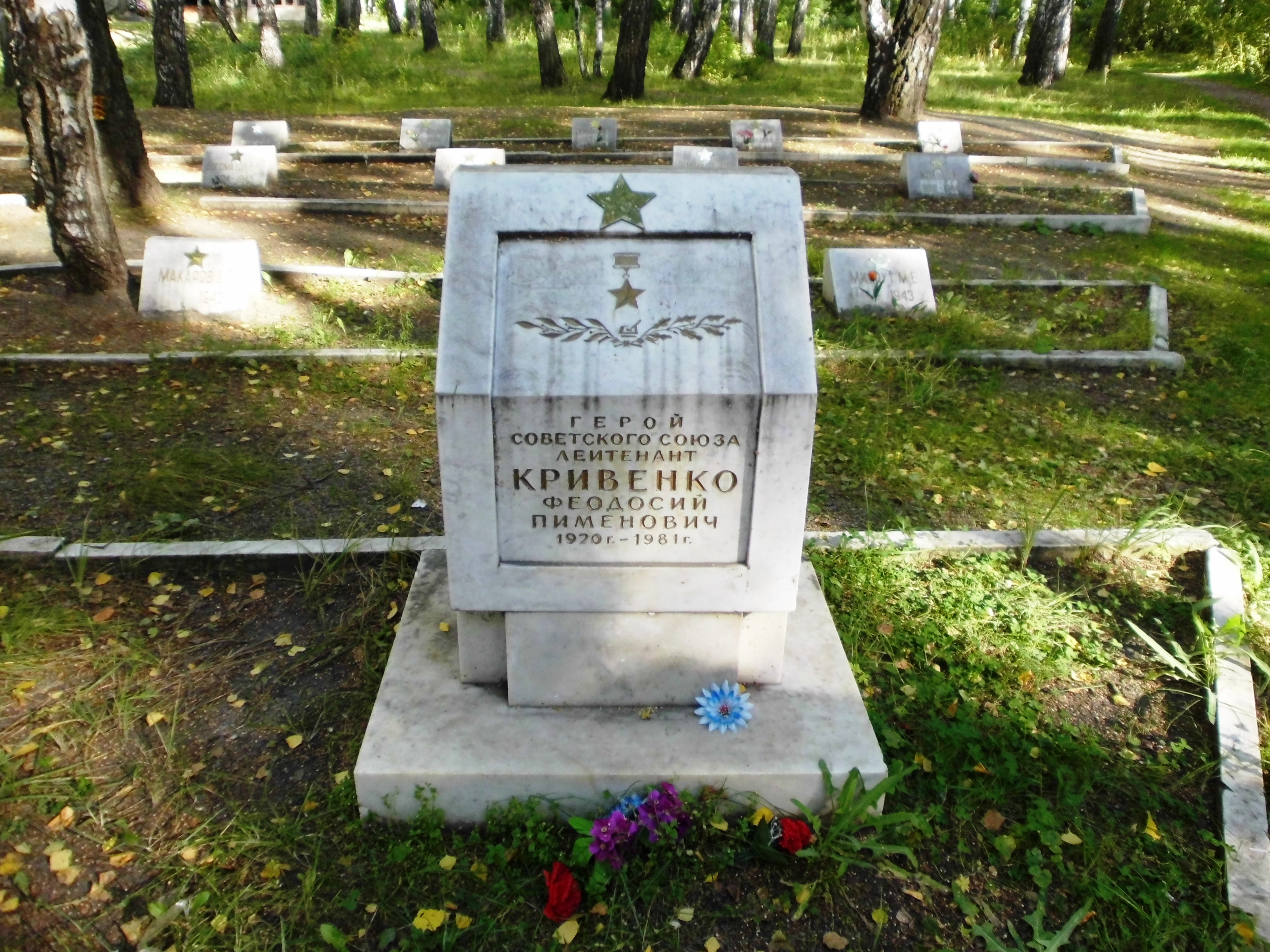
Надгробок на братській могилі на Лісовому кладовищі міста Челябінська

Його ім'я носять вулиця в селі Чесма і загальноосвітня школа в селищі Новоукраїнський Чесменского району Челябінської області.